# Rotunosa orbiculata
Rotunosa orbiculata är en insektsart som först beskrevs av William Lucas Distant 1900.  Rotunosa orbiculata ingår i släktet Rotunosa och familjen Tropiduchidae. Inga underarter finns listade i Catalogue of Life.